# Placebo (album)
Placebo is het eerste studioalbum van de rockband Placebo. Het werd uitgebracht in 1996. Het is het enige album met drummer Robert Schultzberg voordat hij de groep verliet.

## Lijst van nummers
1. "Come Home" - 5:09
2. "Teenage Angst" - 2:42
3. "Bionic" - 5:00
4. "36 Degrees" - 3:05
5. "Hang On to Your IQ" - 5:13
6. "Nancy Boy" - 3:48
7. "I Know" - 4:44
8. "Bruise Pristine" - 3:35
9. "Lady of the Flowers" - 4:47
10. "Swallow" - 4:49